# Spuhl (Einheit)
Spuhl, auch Spul, war ein Zählmaß im preußischen Königsberg und im Garnhandel für einen Packen mehrerer Stränge gebräuchlich.
- 1 Spuhl = 2 Stück = 4 Toll = 40 Gebinde = 1600 Faden[2] (3734,8 Meter)[3]

Der Faden wurde mit einer Länge von 3 ½ Ellen (berliner = 0,6669 Meter) berechnet.

## Andere Bezeichnungen für ein Maß von Bündeln aus Garnsträngen
- Buschen
- Matto
- Pack